# Убийство Николы Хьюз и Фионы Боун
Полицейские Никола Хьюз и Фиона Боун были убиты 18 сентября 2012 года в пригороде Манчестера (Англия) Дейлом Креганом, совершившим до этого убийство Марка Шорта и его отца Дэвида (убийство произошло 10 августа того же года).

## Убийство
Преступление произошло в пригороде Манчестера Хаттерсли. Около 10:30 в полицию позвонил неизвестный мужчина и сообщил об ограблении, назвав адрес. На место выехали две сотрудницы полиции: Фиона Бон (32 года) и Никола Хьюз (26 лет). Первая имела стаж работы в полиции 5 лет, а вторая — 3 года.
Полицейские подошли к двери нужного дома. Навстречу им выбежал мужчина и в упор расстрелял обеих полицейских. Было произведено не менее 10 выстрелов и взрыв гранаты. Убийца использовал полуавтоматическое оружие и ручную гранату.
Убийство стало беспрецедентным в истории британской полиции. Хьюз и Боун не были вооружены (британские полицейские как правило не носят с собой огнестрельного оружия). В обществе поднялся вопрос о правильности безоружности полицейских. Тем не менее, по опросам, большинство полицейских (82 %) против обязательного ношения оружия. Начальник полиции манчестерского региона сэр Питер Фэйхи так прокомментировал ситуацию:
Мы горячо верим в британский стиль работы полиции, при котором ее сотрудники не носят при себе оружия. К сожалению, мы видим на примере Америки и других стран, что наличие у полицейского пистолета совсем не означает, что его не застрелят.
В 2013 году Дэйл Креган был признан виновным в убийстве Марка Шорта, Дэвида Шорта, Николы Хьюз и Фионы Боун, и приговорён к пожизненному заключению.